# Sheikh Tusi
Muhammad B. Hassan Tusi, conocido como Sheikh Tusi, Sheikh al-Tayifah y Sheikh, fue un erudito chiita de los siglos IV y V AH. Es contemporáneo de Sultan Mahmud Ghaznavi, del gobierno de Al Boyah, Sheij Saduq, Ferdowsi, Sheikh Mufid y Seyyed Morteza.
Según Abolqasem Gorgi, Sheikh Tusi pudo completar la escuela ijtihidi de la jurisprudencia Ja'fari contra las escuelas de jurisprudencia de la comunidad sunita y completarla. Sus logros científicos en la ciencia de hadices, rejal, principios, jurisprudencia, teología y la interpretación de Shi'a fueron tales que los siguientes eruditos, incluido Allama Heli, lo llamaron el líder de la tribu chiita.

## Vida
Nació en Tus en Irán en 995 AD. Desde la infancia comenzó a estudiar la ciencia islámica. En 408, cuando tenía 23, dejó Jorasan por el bien de Irak y se dirigió a Bagdad para estudiar en la escuela del mayor erudito chiita de la época, el Sheikh Mofid.
Sheikh Tusi fue un Mujtahed a una edad temprana y escribió el libro de Tahzhib al-Akkam durante este período y con la sugerencia de su maestro Sheikh Mofid. Pasó cinco años de su vida como un estudiante de Sheikh Mofid. Después de la muerte de Sheikh, siguió estudiando bajo la supervisión de otro gran maestro, Seyed Morteza; una época que duró 23 años.
En este momento, muchos eruditos musulmanes en Bagdad, tanto sunitas como chiitas fueron asesinados. La casa de al-Shaikh al-Tusi fue quemada, al igual que sus libros y las obras que escribió en Bagdad, junto con importantes bibliotecas de libros chiitas. Al-Tusi fue a al-Náyaf después de la caída de Bagdad. Luego pasó a establecer el Hawza de Náyaf. Se dice que entrenó a 300 mujtahids y escribió varios libros en esta época. Algunos informes marcan el año 448 como el año del establecimiento del Hawza de Náyaf. Sheikh al-Tusi murió en Náyaf el 22 de Muharram en el año 460 A.H. / 2 de diciembre de 1067.

## Tafisr Al-Tebyan
El libro de al-Tabayan al-yame le-ulum al-Quran o al-Tibayan en la interpretación del Corán es una interpretación del Corán, escrito por Sheikh Tusi, en árabe y en 10 volúmenes. Este Tafsir ha sido escrito en el siglo quinto de la Hégira.
Al-Tebyan es el primer Tafsir integral de Chiismo que incluye todos los tópicos y las ciencias coránicas. Esta interpretación es una de las interpretaciones más originales e integrales, que es la fuente de muchos de los Tafsires del Chiismo.